# Harry Potter và Bảo bối Tử thần – Phần 2
Harry Potter và Bảo bối Tử thần – Phần 2 (tựa gốc tiếng Anh: Harry Potter and the Deathly Hallows – Part 2) là một bộ phim giả tưởng năm 2011 của đạo diễn David Yates và được phân phối bởi Warner Bros. Pictures. Đây là phần phim thứ hai trong hai phần điện ảnh dựa trên cuốn tiểu thuyết cùng tên năm 2007 của J. K. Rowling và là phần thứ tám và cũng là phần cuối cùng trong loạt phim Harry Potter. Nó được viết kịch bản bởi Steve Kloves và được sản xuất bởi David Heyman, David Barron và Rowling. Câu chuyện tiếp nối hành trình tìm kiếm và tiêu diệt những Trường sinh linh giá của Chúa tể Voldemort của Harry Potter để ngăn chặn hắn một lần và mãi mãi.
Phim có sự tham gia của một dàn diễn viên bao gồm Daniel Radcliffe trong vai Harry Potter, Rupert Grint và Emma Watson trong vai những người bạn thân nhất của Harry, Ron Weasley và Hermione Granger, cùng với Helena Bonham Carter, Robbie Coltrane, Ralph Fiennes, Michael Gambon, John Hurt, Jason Isaacs, Kelly MacDonald, Gary Oldman, Alan Rickman, Maggie Smith và David Thewlis. Quá trình quay phim chính bắt đầu vào ngày 19 tháng 2 năm 2009 và được hoàn thành vào ngày 12 tháng 6 năm 2010, với các lần quay lại diễn ra vào tháng 12 năm 2010.
Phần 2 được phát hành ở các rạp 2-D, 3-D và IMAX trên toàn thế giới từ ngày 13 đến ngày 15 tháng 7 năm 2011, và là phim Harry Potter duy nhất được phát hành dưới định dạng 3-D. Bộ phim thành công về mặt thương mại và là một trong những bộ phim được đánh giá hay nhất năm 2011, nhận được nhiều lời khen ngợi về diễn xuất, chỉ đạo của Yates, điểm âm nhạc, hiệu ứng hình ảnh, kỹ xảo điện ảnh, phân cảnh hành động và kết luận hài lòng của câu chuyện. Tại phòng vé, Phần 2 đã giành kỷ lục cuối tuần mở màn trên toàn thế giới, thu về 483,2 triệu đô la, đồng thời lập kỷ lục ngày mở màn và kỷ lục cuối tuần mở màn ở nhiều quốc gia khác nhau. Phần 2 thu về hơn 1,3 tỷ đô la trên toàn thế giới và trở thành bộ phim có doanh thu cao thứ ba, cũng như bộ phim có doanh thu cao nhất năm 2011. Đây hiện là phim có doanh thu cao nhất trong loạt phim Harry Potter, cũng như trong thương hiệu Thế giới phù thủy, và là bộ phim thứ chín đạt doanh thu hơn 1 tỷ đô la. Đây cũng là bộ phim có doanh thu cao nhất từng được Warner Bros. phát hành. Bộ phim đã giành được một số giải thưởng và được đề cử nhiều giải khác, bao gồm ba đề cử tại Lễ trao giải Oscar lần thứ 84 cho Thiết kế sản xuất xuất sắc nhất, Hóa trang xuất sắc nhất và Hiệu ứng hình ảnh xuất sắc nhất.
Bộ đĩa Blu-ray và DVD được phát hành vào ngày 11 tháng 11 năm 2011 tại Hoa Kỳ và vào ngày 2 tháng 12 năm 2011 tại Vương quốc Anh. Bộ phim cũng được phát hành trong hộp Harry Potter: Complete 8-Film Collection trên DVD và Blu-ray, bao gồm tất cả tám bộ phim và các tính năng đặc biệt mới. Phần 1 và Phần 2 được phát hành dưới dạng gói kết hợp trên DVD và Blu-ray vào ngày 11 tháng 11 năm 2011 tại Canada.

## Nội dung
Sau khi chôn cất Dobby, Harry Potter nhờ yêu tinh Griphook giúp mình, cùng với Ron Weasley và Hermione Granger, đột nhập vào hầm của Bellatrix Lestrange tại ngân hàng Gringotts, nghi ngờ có một Trường sinh linh giá ở đó. Griphook đồng ý, đổi lấy Thanh gươm Gryffindor. Thợ làm đũa phép Ollivander nói với Harry rằng hai cây đũa phép lấy từ Phủ Malfoy thuộc về Bellatrix và Draco Malfoy; ông cảm thấy cây đũa phép của Draco đã thay đổi lòng trung thành với Harry, người đã lấy nó từ tay Draco. Một Trường sinh linh giá, Chiếc cốc của Helga Hufflepuff được tìm thấy trong hầm của Bellatrix, nhưng Griphook đã giật lấy thanh kiếm và bỏ rơi nhóm bạn. Bị mắc bẫy an ninh, họ thả rồng bảo vệ và chạy trốn khỏi Gringotts trên lưng nó. Harry nhìn thấy Chúa tể Voldemort ở Gringotts, tức giận vì hành vi trộm cắp. Harry cũng nhận ra một Trường sinh linh giá được kết nối với một Trường sinh linh giá liên quan đến Rowena Ravenclaw đang được cất giấu tại Hogwarts. Bộ ba tiến vào Hogsmeade và được Aberforth Dumbledore giúp đỡ, người đã tiết lộ một lối đi bí mật vào Hogwarts, mà Neville Longbottom hướng dẫn họ đi qua.
Severus Snape biết Harry đã trở lại và đe dọa sẽ trừng phạt bất kỳ nhân viên hoặc học sinh nào trợ giúp Harry. Harry đối mặt với Snape, người đã chạy trốn trong cuộc đấu tay đôi với Giáo sư Minerva McGonagall. McGonagall khuấy động cả trường Hogwarts đứng lên chiến đấu. Luna Lovegood thúc giục Harry nói chuyện với hồn ma của Helena Ravenclaw. Cô tiết lộ Voldemort đã thực hiện "Nghệ thuật Hắc ám" trên học viện của mẹ cô ở đâu đó trong Phòng Yêu cầu. Trong Phòng chứa Bí mật, Ron và Hermione phá hủy chiếc cốc Trường sinh linh giá bằng một chiếc nanh Basilisk. Draco, Blaise Zabini và Gregory Goyle tấn công Harry trong Phòng Yêu cầu, nhưng Ron và Hermione can thiệp. Goyle tung ra một lời nguyền Fiendfyre không thể kiểm soát giết chết hắn trong khi Harry, Ron và Hermione cứu Malfoy và Zabini và trốn thoát trên chổi. Khi ra ngoài, Harry đâm chiếc vương miện bằng nanh Basilisk và Ron đá nó xuống địa ngục. Khi quân đội của Voldemort tấn công, Harry, nhìn thấy trong tâm trí của Voldemort, nhận ra rằng con rắn Nagini của Voldemort chính là Trường sinh linh giá cuối cùng. Trong nhà thuyền, bộ ba nghe lén Voldemort nói với Snape rằng cây Đũa phép Cơm nguội không thể phục vụ Voldemort cho đến khi Snape chết; Nagini sau đó tấn công Snape một cách ác độc. Khi Snape chết, ông đã cho Harry một trong những ký ức của mình. Trong khi đó, Fred Weasley, Remus Lupin và Nymphadora Tonks hy sinh trong trận chiến Hogwarts.
Harry xem ký ức của Snape trong Chậu Tưởng ký: Snape khinh thường người cha quá cố của Harry là James, người đã từng bắt nạt ông, nhưng ông yêu mẹ mình là Lily. Sau cái chết của cô, Snape làm việc với Albus Dumbledore như một điệp viên hai mang giữa các Tử thần Thực tử, để bảo vệ Harry khỏi Voldemort. Harry cũng biết rằng cụ Dumbledore sắp chết và lên kế hoạch cho thầy Snape giết cụ. Chính Snape đã gợi ý Thần hộ mệnh dẫn Harry đến với thanh gươm của Gryffindor. Harry cũng biết rằng cậu đã trở thành Trường sinh linh giá tình cờ khi lời nguyền của Voldemort ban đầu không giết được cậu Voldemort bây giờ phải giết Harry để phá hủy mảnh linh hồn bên trong cậu. Sử dụng Đá Phục sinh đã được cất giữ trong quả Golden Snitch để lại cho cậu, Harry triệu hồi linh hồn của cha mẹ cậu, Sirius Black và Remus. Họ an ủi cậu trước khi cậu đầu hàng Voldemort trong Rừng Cấm. Voldemort sử dụng Lời nguyền Giết chóc lên Harry, người thức dậy trong tình trạng lấp lửng. Linh hồn của Dumbledore gặp cậu và giải thích rằng Harry hiện đã thoát khỏi Voldemort, và có thể chọn trở lại cơ thể của mình hoặc đi tiếp. Harry chọn cái trước.
Voldemort xác nhận cái chết rõ ràng của Harry và yêu cầu Hogwarts đầu hàng. Khi Neville rút Thanh kiếm Gryffindor ra khỏi Mũ phân loại một cách thách thức, Harry tiết lộ rằng anh vẫn còn sống và nhà Malfoy cùng nhiều Tử thần Thực tử khác bỏ rơi Voldemort. Trong khi Harry đối đầu với Voldemort trong một cuộc đấu tay đôi khắp lâu đài, mẹ của Ron, Molly, giết Bellatrix tại Đại sảnh đường và Neville chém đầu Nagini, tiêu diệt Trường sinh linh giá cuối cùng. Cuối cùng thì Harry cũng đánh bại được Voldemort sau khi bùa Giải giới làm chệch hướng Lời nguyền Giết chóc, khiến nó bật trở lại với Chúa tể Hắc ám. Sau trận chiến, Harry giải thích với Ron và Hermione rằng Voldemort chưa bao giờ thành thạo Cây Đũa phép Cơm nguội. Nó đã công nhận cậu là chủ nhân thực sự của nó sau khi cậu tước vũ khí của Draco, người trước đó đã tước vũ khí của chủ nhân trước đó của nó, cụ Dumbledore, trên đỉnh Tháp Thiên văn. Thay vì nhận Đũa phép Cơm nguội, Harry phá hủy nó.
Mười chín năm sau, Harry và những người bạn của mình tự hào nhìn các con của họ lên đường đến Hogwarts tại ga Ngã tư Vua.

## Diễn viên
- Daniel Radcliffe trong vai Harry Potter: Một phù thủy người Anh 17 tuổi.
- Rupert Grint trong vai Ron Weasley: Một trong những người bạn thân nhất của Harry.
- Emma Watson trong vai Hermione Granger: Bạn thân khác của Harry.
- Helena Bonham Carter trong vai Bellatrix Lestrange: Một Tử thần Thực tử, đồng thời là kẻ sát nhân và em họ của Sirius Black.
- Robbie Coltrane trong vai Rubeus Hagrid: Người bạn nửa khổng lồ của Harry và là cựu nhân viên của trường Hogwarts.
- Michael Gambon trong vai Giáo sư Albus Dumbledore: Hiệu trưởng quá cố của trường Hogwarts.
- Warwick Davis trong vai Filius Flitwick: Bậc thầy Bùa chú và Người đứng đầu nhà Ravenclaw tại Hogwarts; và cũng đóng vai Griphook, một yêu tinh và là cựu nhân viên tại Ngân hàng Gringotts.
- John Hurt trong vai Garrick Ollivander: Một thợ làm đũa phép bị bắt cóc bởi Tử thần Thực tử.
- Jason Isaacs trong vai Lucius Malfoy: Cha của Draco Malfoy và một Tử thần Thực tử bị thất sủng.
- Helen McCrory trong vai Narcissa Malfoy: Mẹ của Draco và chị gái của Bellatrix.
- Gary Oldman trong vai Sirius Black: Cha đỡ đầu quá cố của Harry.
- Alan Rickman trong vai Professor Severus Snape: Người đứng đầu kỳ cựu của Nhà Slytherin và giáo viên Độc dược và Phòng chống Nghệ thuật Hắc ám và là hiệu trưởng mới của Hogwarts.
- Maggie Smith trong vai Giáo sư Minerva McGonagall: Giáo viên dạy môn Biến hình và là Người đứng đầu nhà Gryffindor ở Hogwarts.
- David Thewlis trong vai Remus Lupin: Một thành viên người sói của Hội Phượng hoàng và là cựu giáo viên Môn Phòng chống Nghệ thuật Hắc ám tại Hogwarts.
- Julie Walters trong vai Molly Weasley: Mẫu hệ nhà Weasley.
- Tom Felton trong vai Draco Malfoy: Một Tử thần Thực tử và là con trai của Lucius và Narcissa Malfoy.
- Bonnie Wright trong vai Ginny Weasley: Em gái của Ron và người yêu của Harry.
- Matthew Lewis trong vai Neville Longbottom: Một người bạn cùng trường và là người ủng hộ mạnh mẽ cho Harry Potter. Neville yêu thầm Luna Lovegood.
- Evanna Lynch trong vai Luna Lovegood: Một người bạn học có vẻ khó tính của Harry, người đưa ra lời khuyên khôn ngoan vào những thời điểm quan trọng.
- Ralph Fiennes trong vai Lord Voldemort: Một phù thủy xoắn, độc ác, thèm khát quyền lực, và là người sáng lập và lãnh đạo tối cao của Tử thần Thực tử.

### Casting
Vai trò của một số nhân vật phụ đã được tái hiện hoặc thay thế cho bộ phim này. Ví dụ, Ciarán Hinds đảm nhận vai Aberforth Dumbledore, anh trai của Albus Dumbledore và là người pha chế của quán trọ Hog's Head. Trong cuốn sách, một số lượng đáng kể các nhân vật đã không xuất hiện kể từ một số tiểu thuyết trước đó, xuất hiện trở lại để bảo vệ Hogwarts trong trận chiến lớn, cuối cùng. Đạo diễn David Yates nói, "Tôi muốn lấy lại tất cả", ám chỉ mong muốn mang lại càng nhiều diễn viên đã xuất hiện trong loạt phim càng tốt cho phân cảnh chiến đấu cao trào trong phim. Sean Biggerstaff, Jim Broadbent, Gemma Jones, Miriam Margolyes và Emma Thompson đóng lại vai trò của họ từ những bộ phim trước đó một thời gian ngắn trong cảnh chiến đấu. Đối với cảnh cuối cùng của bộ phim lấy bối cảnh mười chín năm sau câu chuyện chính của bộ phim, các diễn viên đóng vai các nhân vật chính được làm cho trông già hơn thông qua việc trang điểm và sử dụng các hiệu ứng đặc biệt. Sau khi hình ảnh ban đầu về ngoại hình ở độ tuổi của các diễn viên bị rò rỉ trên Internet, một số người hâm mộ đã phản ứng bằng cách cho rằng Radcliffe và Grint trông quá già, trong khi Watson không có vẻ khác biệt đáng kể. Sau khi quá trình quay phim chính kết thúc vào tháng 6 năm 2010, Yates đã kiểm tra cảnh quay và kết luận rằng vấn đề không thể được giải quyết thông qua chỉnh sửa hoặc CGI, và cảnh quay lại vào tháng 12 năm đó, với phần trang điểm được thiết kế lại.

## Sản xuất

### Quay phim
Phần 2 được quay liên tục với Harry Potter và Bảo bối Tử thần – Phần 1 từ ngày 19 tháng 2 năm 2009 đến ngày 12 tháng 6 năm 2010, với các cảnh quay ở phần kết diễn ra tại Leavesden Film Studios vào ngày 21 tháng 12 năm 2010. Yates, người quay bộ phim với đạo diễn hình ảnh Eduardo Serra, đã mô tả Phần 2 là "đậm chất hoạt động, đầy màu sắc và thiên về giả tưởng", một "vở opera lớn với những trận đánh lớn".
Ban đầu được thiết lập cho một lần phát hành tại rạp duy nhất, ý tưởng chia cuốn sách thành hai phần được đề xuất bởi nhà sản xuất điều hành Lionel Wigram do David Heyman gọi là "mệnh lệnh sáng tạo". Heyman ban đầu phản ứng tiêu cực với ý tưởng này, nhưng Wigram hỏi, "Không, David. Chúng ta sẽ làm điều đó như thế nào?". Sau khi đọc lại cuốn sách và thảo luận với nhà biên kịch Steve Kloves, ông đã đồng ý với việc phân chia.

### Phim trường
Trong một cuộc phỏng vấn với Architectural Digest, nhà thiết kế sản xuất Stuart Craig đã nhận xét về việc tạo ra các bộ cho Phần 2 . Về Ngân hàng phù thủy Gringotts, anh ấy nói, "sảnh ngân hàng của chúng tôi, giống như bất kỳ nơi nào khác, được làm bằng đá cẩm thạch và những cột đá cẩm thạch lớn. Và nó có sức mạnh tuyệt vời. Việc yêu tinh là chủ ngân hàng và giao dịch viên tại quầy giúp cảm giác đó sự hùng vĩ và vững chắc và tỷ lệ lớn. Đó là một phần thú vị của bộ phim: chúng tôi phóng đại kích thước của nó, chúng tôi phóng đại trọng lượng của nó và thậm chí chúng tôi còn phóng đại độ sáng bóng của viên bi. " Về sự nhân lên của kho báu trong một trong những hầm chứa của ngân hàng, ông lưu ý, "Chúng tôi thực sự tạo ra hàng nghìn mảnh cho nó và luyện kim chân không để chúng thành vàng và bạc sáng bóng. John Richardson, người giám sát hiệu ứng đặc biệt, đã tạo ra một tầng có khả năng tăng lên ở các tầng khác nhau, do đó, có một loại vật chất bị phồng lên của kho báu trên đó."
Craig nói về Trận chiến ở Hogwarts với Art Insights Magazine, nói rằng "thách thức lớn nhất là sự tàn phá của Hogwarts. Mặt trời mọc sau làn khói... tàn tích đồ sộ của những bức tường bị phá hủy, lối vào, lối vào của Đại lễ đường, một phần mái của Đại lễ đường hoàn toàn biến mất. Đúng vậy. Một thử thách lớn ở đó và một điều thú vị thực sự - có lẽ nó đã giúp tôi và những người trong bộ phận nghệ thuật chuẩn bị cho phần cuối... chúng tôi đã phá hủy nó trước khi phải tấn công hoàn toàn." Khi được hỏi về cảnh King's Cross ở gần cuối phim, Craig nói, "Chúng tôi đã thử nghiệm rất nhiều, khá thành thật. Ý tôi là nó thực sự là một quá trình khá kéo dài nhưng chúng tôi đã thử nghiệm cảm giác nó bị đốt cháy rất tốt. màu trắng – vì vậy chúng tôi đã thử nghiệm với sàn nhà có ánh sáng, chúng tôi đã thử nghiệm với các loại màu trắng khác nhau bao phủ mọi thứ: sơn trắng, vải trắng và người quay phim đã tham gia vào việc phơi sáng nó ở mức độ nào, và một loạt các bài kiểm tra máy ảnh đã được thực hiện, vì vậy chúng tôi đã đến đó nhưng với sự chuẩn bị và nghiên cứu rất kỹ lưỡng."

### Hiệu ứng hình ảnh
Giám sát hiệu ứng hình ảnh Tim Burke nói rằng "Công việc quan trọng như vậy là dàn dựng Trận chiến Hogwarts, và chúng tôi phải thực hiện nó trong các giai đoạn sản xuất khác nhau. Chúng tôi đã có những cảnh quay với các chuyển động camera liên kết phức tạp từ toàn cảnh rộng đến bay vào cửa sổ và không gian nội thất. Vì vậy, chúng tôi đã nỗ lực vào cuối năm 2008 và bắt đầu xây dựng lại trường kỹ thuật số với Double Negative." Anh ấy tiếp tục nói: "Phải mất hai năm – hoàn thiện bản vẽ, kết cấu mọi khía cạnh của tòa nhà, xây dựng nội thất để nhìn qua cửa sổ, xây dựng một phiên bản hủy diệt của ngôi trường. Chúng tôi có thể thiết kế các bức ảnh với kiến thức rằng chúng tôi có được điều này tuyệt vời thu nhỏ kỹ thuật số mà chúng tôi có thể làm bất cứ điều gì. Với một trường Hogwarts thực tế, chúng tôi đã bắn nó vào mùa hè năm ngoái và bị ràng buộc như vậy. Thay vào đó, khi David Yates tìm ra dòng chảy và cấu trúc, chúng tôi có thể xử lý các khái niệm và ý tưởng mới."
Về chất lượng của 3D trong phim, Burke nói với Los Angeles Times, "Tôi nghĩ nó thực sự tốt. Tôi nghĩ mọi người sẽ thực sự hài lòng. Tôi biết ngày nay mọi người hơi lo lắng và nghi ngờ về 3D, nhưng công việc đã thực hiện rất, rất tốt. Chúng tôi đã thực hiện hơn 200 cảnh quay ở định dạng 3D và cả hiệu ứng hình ảnh nữa, bởi vì rất nhiều trong số đó là CG nên kết quả rất rất tốt. Tôi nghĩ mọi người sẽ thực sự ấn tượng với nó , thực ra." Nhà sản xuất David Heyman đã nói chuyện với tạp chí SFX về việc chuyển đổi 3D, nói rằng "Cách David Yates tiếp cận 3D là anh ấy đang cố gắng tiếp cận nó từ quan điểm nhân vật và câu chuyện. Cố gắng sử dụng cảm giác cô lập, tách biệt mà đôi khi 3D mang lại cho bạn, để nâng cao điều đó vào những thời điểm thích hợp. Vì vậy, chúng tôi đang tiếp cận nó theo cách kể chuyện."
Năm 2012, hiệu ứng hình ảnh trong phim được đề cử giải Oscar. Bộ phim cũng đã giành được giải BAFTA cho Hiệu ứng hình ảnh đặc biệt xuất sắc nhất tại Lễ trao giải BAFTA lần thứ 65 vào năm 2012.

### Âm nhạc
Theo kế hoạch ban đầu, John Williams, người đã soạn nhạc cho ba phần đầu tiên, sẽ trở lại để soạn nhạc cho phần cuối cùng của phim, nhưng anh ấy không có mặt do xung đột lịch trình. Người ta xác nhận rằng nhà soạn nhạc cho Phần 1, Alexandre Desplat , đã chuẩn bị quay lại cho Phần 2. Trong một cuộc phỏng vấn với Film Music Magazine, Desplat nói rằng việc ghi bàn cho Phần 2 là "một thử thách lớn" và rằng anh ấy có "rất nhiều kỳ vọng phải hoàn thành và rất nhiều công việc" ở phía trước. Trong một cuộc phỏng vấn riêng, Desplat cũng lưu ý rằng các chủ đề của Williams sẽ xuất hiện trong phim "nhiều hơn so với Phần 1". Nhạc nền của bộ phim được đề cử cho Nhạc phim có điểm xuất sắc nhất cho Visual Media tại Lễ trao giải Grammy thường niên lần thứ 54.

## Tiếp thị
Vào tháng 3 năm 2011, bản xem trước đầu tiên cho Bảo bối Tử thần - Phần 2 đã được phát hành tiết lộ cảnh quay mới và các cuộc phỏng vấn mới từ dàn diễn viên chính. Áp phích đầu tiên của Hoa Kỳ được phát hành vào ngày 28 tháng 3 năm 2011, với chú thích "Tất cả kết thúc 7.15" (đề cập đến ngày phát hành quốc tế của phim). Vào ngày 27 tháng 4 năm 2011, trailer đầu tiên của Phần 2 đã được phát hành. Đoạn trailer đã tiết lộ một loạt cảnh quay mới và cũ. Đoạn giới thiệu IMAX cho bộ phim được phát hành cùng với các buổi chiếu IMAX của Pirates of the Caribbean: On Stranger Tides vào ngày 20 tháng 5 năm 2011. Trong Lễ trao giải MTV Movie vào ngày 5 tháng 6 năm 2011, Emma Watson đã trình bày một cái nhìn lén về bộ phim.

## Phát hành

### Rạp chiếu

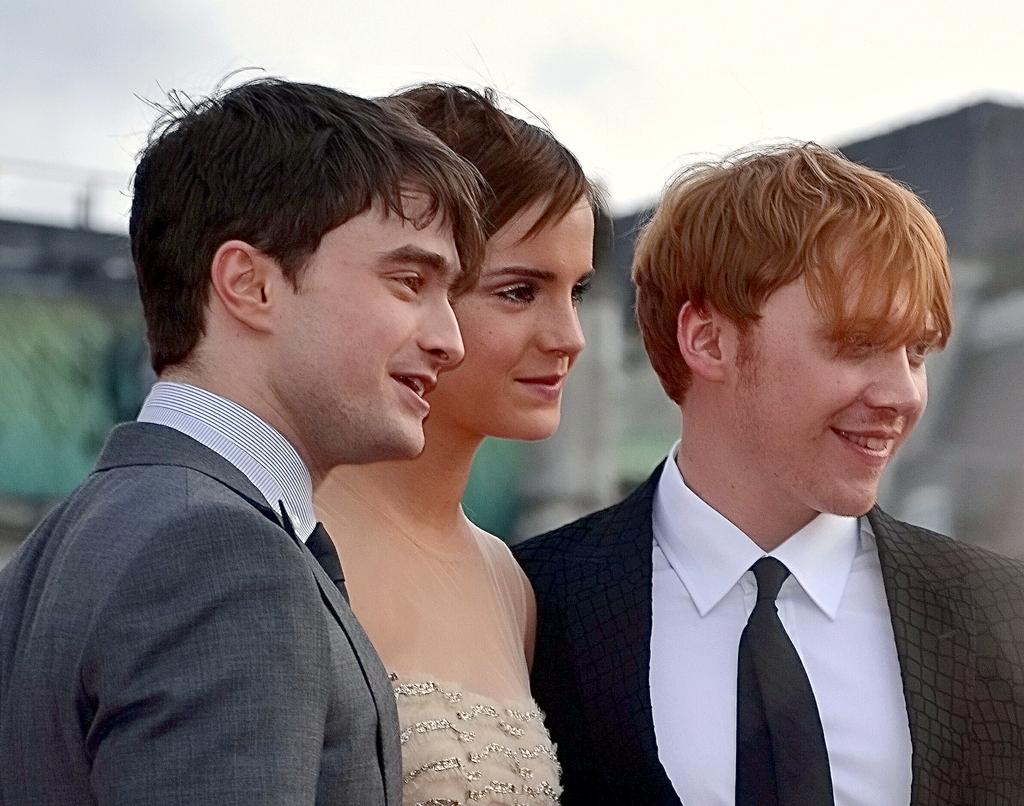
Daniel Radcliffe, Emma Watson và Rupert Grint tại buổi công chiếu Harry Potter và Bảo bối Tử thần – Phần 2 vào ngày 7 tháng 7 năm 2011 tại Quảng trường Trafalgar ở London.

Vào ngày 2 tháng 4 năm 2011, một buổi chiếu thử của bộ phim đã được tổ chức tại Chicago, với sự tham dự của Yates, Heyman, Barron và biên tập viên Mark Day. Bộ phim đã có buổi công chiếu đầu tiên trên thế giới vào ngày 7 tháng 7 năm 2011 tại Quảng trường Trafalgar ở London. Buổi ra mắt tại Hoa Kỳ được tổ chức tại Thành phố New York tại Trung tâm Lincoln vào ngày 11 tháng 7 năm 2011. Mặc dù được quay ở định dạng 2D, bộ phim đã được chuyển đổi thành 3D trong quá trình hậu sản xuất và được phát hành ở cả RealD 3D và IMAX 3-D.
Ban đầu bộ phim dự kiến khởi chiếu tại Indonesia vào ngày 13 tháng 7 năm 2011. Chính phủ Indonesia đánh thuế giá trị gia tăng mới đối với tiền bản quyền từ phim nước ngoài vào tháng 2 năm 2011, khiến ba hãng phim, bao gồm Warner Brothers, phải ngừng nhập khẩu các bộ phim của họ, bao gồm cả Harry Potter và Bảo bối Tử thần – Phần 2 vào trong nước. Bộ phim không được phát hành tại các rạp chiếu phim ở Vương quốc Jordan do các khoản thuế đánh vào phim gần đây được thực thi.
Vào ngày 10 tháng 6, một tháng trước khi phát hành, vé đã được bán. Vào ngày 16 tháng 6 năm 2011, Phần 2 đã nhận được chứng chỉ 12A từ Hội đồng phân loại phim của Anh, người lưu ý rằng bộ phim "chứa đựng mối đe dọa vừa phải, chi tiết thương tích và ngôn ngữ", trở thành bộ phim Harry Potter duy nhất nhận được cảnh báo cho "chi tiết thương tích". Vào lúc nửa đêm 15 tháng 7, Phần 2 đã chiếu tại 3.800 rạp chiếu phim. Tại Hoa Kỳ, bộ phim được chiếu tại 4.375 rạp chiếu phim, 3.100 rạp chiếu phim 3D và 274 rạp chiếu phim IMAX, là nơi phát hành rộng nhất cho một bộ phim IMAX, 3D và Harry Potter.

### Phương tiện tại gia
Harry Potter và Bảo bối Tử thần – Phần 2 được phát hành vào ngày 11 tháng 11 năm 2011 tại Hoa Kỳ với bốn định dạng: DVD tiêu chuẩn một đĩa, phiên bản đặc biệt DVD tiêu chuẩn hai đĩa, Blu-ray tiêu chuẩn một đĩa và ba - Gói Combo Blu-ray 2D (Blu-ray + DVD + Digital Copy). Tại Vương quốc Anh và Ireland, bộ phim được phát hành vào ngày 2 tháng 12 năm 2011 ở ba định dạng: DVD tiêu chuẩn hai đĩa, Gói kết hợp Blu-ray 2D ba đĩa (Blu-ray + DVD + Bản sao kỹ thuật số), và một Gói kết hợp Blu-ray 3D bốn đĩa (Blu-ray 3D + Blu-ray 2D + DVD + Digital Copy). Bộ phim đã lập kỷ lục cho đĩa DVD và Blu-ray đặt hàng trước bán chạy nhất trên Amazon.com, chỉ sau hai ngày kể từ thời gian đặt hàng trước.
Bảo bối tử thần - Phần 2 đã bán được 2,71 triệu đĩa Blu-ray (60,75 triệu USD) trong ba ngày (thứ Sáu đến Chủ nhật). Nó cũng bán được 2,83 triệu đơn vị DVD (42,22 triệu đô la) trong thời gian đầu ra mắt. Đến ngày 18 tháng 7 năm 2012, nó đã bán được 4,71 triệu đĩa Blu-ray (99,33 triệu USD) và 6,47 triệu đĩa DVD (88,96 triệu USD).
Vào ngày 28 tháng 3 năm 2017, Bảo bối Tử thần – Phần 2 đã ra mắt Blu-ray Ultra HD, cùng với Bảo bối Tử thần – Phần 1, Hoàng tử lai và Hội Phượng hoàng.

## Đón nhận

### Phòng vé
| Hạng mục                                               | Chi tiết kỷ lục    |
| ------------------------------------------------------ | ------------------ |
| Cuối tuần mở màn (Hoa Kỳ/Canada)                       | $169,189,427       |
| Cuối tuần mở màn mùa hè (Hoa Kỳ/Canada)                | $169,189,427       |
| Cuối tuần mở màn cho một phim 3-D (Hoa Kỳ/Canada)      | $169,189,427       |
| Cuối tuần mở màn – IMAX (Hoa Kỳ/Canada)                | $15,200,000        |
| Cuối tuần mở màn – IMAX (toàn cầu)                     | $23,200,000        |
| Bản phát hành IMAX nửa đêm lớn nhất (Hoa Kỳ/Canada)    | $2,000,000         |
| Cuối tuần mở màn (toàn cầu)                            | $483,189,427       |
| Cuối tuần mở màn ngoài Hoa Kỳ và Canada                | $314,000,000       |
| Ngày mở màn & Trong ngày (Hoa Kỳ/Canada)               | $91,071,119        |
| Bản phát hành lớn nhất vào lúc nửa đêm (Hoa Kỳ/Canada) | $43,500,000        |
| Tổng doanh thu bán vé trước cao nhất (Hoa Kỳ/Canada)   | $32,000,000        |
| Khởi chiếu 3-D rộng nhất (Hoa Kỳ/Canada)               | hơn 3,100 địa điểm |
| Phim có doanh thu cao nhất năm 2011                    | $1,342,511,219     |
| Mở màn tháng 7 (Hoa Kỳ/Canada)                         | $169,189,427       |
| Phim hành động giả tưởng có doanh thu cao nhất         | $381,011,219       |

Trước khi phát hành, bộ phim đã được các nhà phân tích doanh thu phòng vé dự đoán sẽ phá vỡ kỷ lục, với lý do là sự mong đợi được xây dựng trong suốt 10 năm. Harry Potter và Bảo bối Tử thần – Phần 2 thu về 381,4 triệu đô la ở Hoa Kỳ và Canada, cùng với 960,8 triệu đô la ở các thị trường khác, với tổng doanh thu toàn cầu là 1,342 tỷ đô la. Về doanh thu trên toàn thế giới, đây là phim có doanh thu cao thứ ba, phim có doanh thu cao nhất năm 2011, phim có doanh thu cao nhất trong loạt phim Harry Potter và là phim chuyển thể từ sách có doanh thu cao nhất. Nó cũng trở thành bộ phim có doanh thu cao nhất của Warner Bros. cũng như bản phát hành có doanh thu cao nhất từ công ty mẹ WarnerMedia, vượt qua The Lord of the Rings: The Return of the King. Phần 2 lập kỷ lục doanh thu cuối tuần mở màn trên toàn thế giới với 483,2 triệu đô la. Kỷ lục này sẽ được giữ trong bốn năm trước khi Jurassic World giành được nó vào năm 2015. Bộ phim đã lập kỷ lục IMAX cuối tuần mở màn trên toàn thế giới với 23,2 triệu đô la. Nó lập kỷ lục trên toàn thế giới là phim nhanh nhất đạt doanh thu 500 triệu đô la (6 ngày), 600 triệu đô la (8 ngày), 700 triệu đô la (10 ngày), 800 triệu đô la (12 ngày), và 900 triệu đô la (15 ngày). Vào ngày 30 tháng 7 năm 2011, bộ phim đã vượt mốc 1 tỷ đô la, đánh dấu kỷ lục 19 ngày đã được xác lập bởi Avatar.

#### Hoa Kỳ và Canada
Tại Hoa Kỳ và Canada, đây là phim có doanh thu cao thứ 27, phim có doanh thu cao nhất năm 2011, phim Harry Potter có doanh thu cao nhất, phim chuyển thể từ sách thiếu nhi có doanh thu cao nhất, phim hành động giả tưởng / người đóng có doanh thu cao nhất và phim 3-D có doanh thu cao thứ 13. Box Office Mojo ước tính rằng bộ phim đã bán được hơn 40 triệu vé. Nó lập kỷ lục mới về doanh thu bán vé trước với 32 triệu đô la, trong nửa đêm mở màn với 43,5 triệu đô la và trong IMAX nửa đêm mở màn với 2 triệu đô la. Nó đã thu về 91,1 triệu đô la vào thứ Sáu đầu tiên, lập kỷ lục doanh thu thứ Sáu cũng như các kỷ lục duy nhất và ngày khỏi chiếu. Nó cũng lập kỷ lục cuối tuần mở màn với 169,2 triệu đô la, kỷ lục cuối tuần mở IMAX với 15,2 triệu đô la và kỷ lục cuối tuần mở màn cho phim 3-D. Mặc dù 3-D nâng cao tiềm năng thu nhập của bộ phim, chỉ 43% tổng doanh thu mở màn đến từ các rạp chiếu 3-D. Điều này có nghĩa là chỉ có 72,8 triệu đô la trong tổng doanh thu cuối tuần mở màn là từ các suất chiếu 3-D, con số lớn thứ hai vào thời điểm đó.
Nó cũng đạt doanh thu lớn nhất trong ba ngày và bốn ngày, tuần mở màn có doanh thu cao thứ sáu (từ thứ sáu đến thứ năm) với 226,2 triệu đô la, và thậm chí tổng doanh thu bảy ngày đứng thứ bảy. Nó giảm mạnh 84% vào thứ Sáu thứ hai và 72% trong tuần thứ hai tổng thể, thu về 47,4 triệu đô la, đây là mức giảm cuối tuần thứ hai lớn nhất cho bất kỳ bộ phim nào có doanh thu hơn 90 triệu đô la. Tuy nhiên, nó đã trở thành bộ phim có doanh thu nhanh nhất trong loạt phim và cũng đạt được doanh thu mười ngày lớn thứ hai chưa từng có vào thời điểm đó (bây giờ đứng thứ tám). Trong cuối tuần thứ ba, bộ phim đã vượt qua Harry Potter và Hòn đá phù thủy trở thành bộ phim có doanh thu cao nhất của nhượng quyền thương mại ở Mỹ và Canada.

#### Các khu vực khác
Harry Potter và Bảo bối Tử thần – Phần 2 trở thành phim có doanh thu cao thứ ba, phim có doanh thu cao nhất năm 2011, phim Warner Bros. có doanh thu cao nhất và phim Harry Potter có doanh thu cao nhất. Vào ngày khởi chiếu, Bảo bối Tử thần – Phần 2 đã thu về 43,6 triệu đô la từ 26 quốc gia, xếp trước 86% so với Bảo bối Tử thần – Phần 1 và cao hơn 49% so với Hoàng tử lai. Từ thứ Tư đến Chủ nhật, trong 5 ngày cuối tuần công chiếu, bộ phim đã lập kỷ lục cuối tuần mở màn bên ngoài Hoa Kỳ và Canada với doanh thu 314 triệu đô la. Chia sẻ 3D trung bình của Bảo bối Tử thần – Phần 2 là 60%, thấp hơn so với chia sẻ 3D cho Transformers: Dark of the Moon (70%) và On Stranger Tides (66%). Vào cuối tuần thứ hai, nó giữ vị trí đầu bảng, nhưng giảm mạnh 62% xuống 120,2 triệu đô la mặc dù có sự cạnh tranh nhỏ. Số tiền này ngang với số tiền mà On Stranger Tides kiếm được từ cuối tuần thứ hai (124,3 triệu USD). Bảo bối tử thần – Phần 2 đứng ở vị trí đầu tiên tại phòng vé bên ngoài Bắc Mỹ trong bốn ngày cuối tuần liên tiếp.
Tại Vương quốc Anh, Ireland và Malta, nó đã mang về con số kỷ lục 14,8 triệu đô la trong ngày đầu tiên ra mắt. Vào cuối tuần đầu tiên, nó đã kiếm được £ 23.753.171 tại Vương quốc Anh, đánh dấu tuần mở màn lớn thứ hai trong năm 2011. Thành tích của nó không vượt qua Harry Potter và Tù nhân của Azkaban năm 2004, kiếm được £ 23.882.688 vào tuần mở màn. Tính theo đô la Mỹ, tuần mở màn của phim đạt kỷ lục 38,3 triệu đô la mọi thời đại, xếp trước Harry Potter và Hội Phượng hoàng (33,5 triệu đô la). Phim cũng đạt được tổng doanh thu trong một ngày lớn nhất vào thứ Bảy đầu tiên và tuần mở màn lớn nhất với $57,6 triệu. Phim thu về tổng cộng 73,1 triệu bảng Anh (117,2 triệu đô la) tại phòng vé Vương quốc Anh, trở thành phim có doanh thu cao thứ mười. Đây cũng là phim có doanh thu cao nhất năm 2011 và là phim Thế giới phù thủy có doanh thu cao nhất.
Bảo bối tử thần – Phần 2 cũng lập kỷ lục ngày công chiếu tại Mexico (6,1 triệu USD), Úc (7,5 triệu USD), Pháp và vùng Maghreb (7,1 triệu USD), Ý (4,6 triệu USD), Thụy Điển (2,1 triệu USD), Na Uy (1,8 triệu USD), Đan Mạch (1,6 triệu USD), Hà Lan (1,7 triệu USD), Bỉ (1,4 triệu USD), Cộng hòa Séc (2,0 triệu USD), Argentina (961.000 USD), Phần Lan (749.000 USD) và Hồng Kông (808.000 USD). Nó cũng xác lập kỷ lục mới trong ngày khai mạc của Harry Potter ở Nhật Bản (5,7 triệu đô la), Brasil (4,4 triệu đô la), Nga và Cộng đồng các quốc gia độc lập (4,2 triệu đô la), Tây Ban Nha (3,3 triệu đô la) và Ba Lan (1,25 triệu USD).
Bảo bối tử thần – Phần 2 lập kỷ lục mở màn cuối tuần ở Ấn Độ với ₹15 crores (3,41 triệu đô la), Úc với 19,6 triệu đô la, New Zealand với 2,46 triệu đô la, Brasil với 11 triệu đô la, Scandinavia với 18,5 triệu USD, Mexico với 15,9 triệu USD và nhiều quốc gia Mỹ Latin và châu Âu khác.

### Phê bình
Trên Rotten Tomatoes, phim có tỷ lệ phê duyệt 96% dựa trên 331 bài phê bình, với điểm trung bình là 8,3 / 10. Sự đồng thuận quan trọng của trang web cho biết, "Ly kỳ, hành động mạnh mẽ và hình ảnh rực rỡ, Bảo bối Tử thần Phần II đưa loạt phim Harry Potter đến một hồi kết hài lòng - và phù hợp kỳ diệu". Trên Metacritic , chỉ định xếp hạng bình thường cho các bài đánh giá, bộ phim có số điểm 85 trên 100 dựa trên 41 bài đánh giá, cho thấy "sự hoan nghênh toàn cầu". Bộ phim nhận được số điểm 93 từ các nhà phê bình chuyên nghiệp tại Hiệp hội phê bình phim truyền hình; nó là bộ phim Harry Potter được đánh giá cao nhất của ban tổ chức. Khán giả được khảo sát bởi CinemaScore cho điểm trung bình của bộ phim là "A" trên thang điểm từ A + đến F.
Philip Womack trên tờ The Daily Telegraph nhận xét, "Đây là một rạp chiếu phim hoành tráng, tràn ngập những tông màu lộng lẫy và mang một thông điệp cuối cùng sẽ gây được tiếng vang với mọi người xem, dù già hay trẻ: có bóng tối trong tất cả chúng ta, nhưng chúng ta có thể vượt qua nó." Ông cũng bày tỏ thêm rằng David Yates "biến [cuốn sách] thành một cảnh tượng thực sự đáng sợ." Một đánh giá khác được đưa ra cùng ngày từ Evening Standard, người đã đánh giá bộ phim 4/5 và tuyên bố "Hàng triệu trẻ em, phụ huynh và những người nên biết rõ hơn sẽ không cần nhắc nhở Trường sinh linh giá là gì - và đạo diễn David Yates không làm họ thất vọng. Trên thực tế, ở một khía cạnh nào đó, anh ấy đã giúp bù đắp những thiếu sót trong cuốn sách cuối cùng." The Daily Express nhận xét rằng bộ phim thể hiện "một cuộc đối đầu đáng sợ có thể dễ dàng sánh ngang với Chúa tể của những chiếc nhẫn hay Chiến tranh giữa các vì sao về một trận chiến kịch tính và đáng nhớ giữa thiện và ác".
Roger Ebert của Chicago Sun-Times đã cho bộ phim 3 ngôi sao rưỡi trên tổng số 4 ngôi sao và nói, "Đêm chung kết gợi lên đủ sự kinh ngạc và trang trọng để coi như một đêm chung kết thích hợp và tương phản ấn tượng với sự ngây thơ (tương đối) của Harry Potter và Hòn đá phù thủy tất cả những năm trước đây." Mark Kermode từ BBC nói rằng bộ phim là một "chuyển thể khá chắc chắn và đầy tham vọng của một cuốn sách rất phức tạp", nhưng ông chỉ trích 3D sau chuyển đổi. Christy Lemire của Associated Press cho bộ phim ba phần rưỡi và nói rằng "Trong khi Bảo bối Tử thần: Phần 2 đưa ra những câu trả lời đã hứa từ lâu, nó cũng dám đặt ra một số câu hỏi vĩnh cửu và nó sẽ ở lại với bạn sau khi chương cuối cùng kết thúc." Richard Roeper, cũng từ Chicago Sun-Times, đánh giá bộ phim A+ và nói: "Đây là chương cuối cùng tuyệt vời và xứng đáng trong một trong những loạt phim hay nhất từng được đưa lên phim."
Trong một số ít đánh giá tiêu cực, Brian Gibson của Vue Weekly mô tả bộ phim là "buồn tẻ chết người" và "cường điệu hóa hình ảnh". Các bài phê bình khác chỉ trích quyết định chia cuốn tiểu thuyết thành hai phần điện ảnh, với Ben Mortimer của tờ The Daily Telegraph viết " Bảo bối tử thần – Phần 2 không phải là một bộ phim. Đó là HALF là một bộ phim... nó sẽ hơi vô cảm." Các nhà phê bình khác đã viết về thời gian chạy của bộ phim; Alonso Duralde từ The Wrap cho biết, "Nếu bộ phim có một sai sót đáng kể, đó là đám đông người, địa điểm và đồ vật này hầu như không thể phù hợp với thời lượng chạy 130 phút." Rebecca Gillie từ The Oxford Student đã cho bộ phim hai trong số năm và viết: "Vào cuối [bộ phim] không có gì ở lại với bạn khi bạn đã rời rạp chiếu phim."

### Giải thưởng
Bộ phim đã giành được một số giải thưởng và đề cử. Harry Potter và Bảo bối Tử thần – Phần 2 được đề cử Chỉ đạo nghệ thuật xuất sắc nhất, Trang điểm đẹp nhất và Hiệu ứng hình ảnh xuất sắc nhất tại Lễ trao giải Oscar lần thứ 84. Tại lễ trao giải BAFTA lần thứ 65 , bộ phim đã giành được giải Hiệu ứng hình ảnh xuất sắc nhất và được đề cử ở các hạng mục Âm thanh hay nhất, Thiết kế sản xuất xuất sắc nhất và Trang điểm và Làm tóc đẹp nhất.
Phim được đề cử cho Nhạc phim có điểm xuất sắc nhất cho Visual Media tại Lễ trao giải Grammy thường niên lần thứ 54 vào năm 2012. Phim đã giành được Giải thưởng Screen Actors Guild cho Diễn xuất xuất sắc của Dàn diễn viên đóng thế trong Phim điện ảnh. Phim đạt 10 đề cử tại Lễ trao giải Saturn hàng năm, Chiến thắng cho Phim giả tưởng hay nhất. Trong Lễ trao giải Scream 2011, bộ phim đã nhận được tổng cộng 14 đề cử, và giành chiến thắng trong The Ultimate Scream, Scream-Play hay nhất, Nam diễn viên giả tưởng xuất sắc nhất (Daniel Radcliffe), Nhân vật phản diện xuất sắc nhất (Ralph Fiennes), F/X hay nhất, và cảnh Chết ti*t của các hạng mục của Năm.
| Năm  | Giải thưởng                                         | Hạng mục                                                                                     | Kết quả                                                        | Người nhận                                                                |
| ---- | --------------------------------------------------- | -------------------------------------------------------------------------------------------- | -------------------------------------------------------------- | ------------------------------------------------------------------------- |
| 2011 | National Board of Review Awards                     | Top 10 Films                                                                                 | Đoạt giải                                                      | Harry Potter and the Deathly Hallows – Part 2                             |
| 2011 | National Movie Awards                               | Must See Movie of the Summer                                                                 | Đoạt giải                                                      | Harry Potter and the Deathly Hallows – Part 2                             |
| 2011 | Hollywood Film Awards                               | Hollywood Movie of the Year                                                                  | Đoạt giải                                                      | Harry Potter and the Deathly Hallows – Part 2                             |
| 2011 | Nickelodeon Australian Kids' Choice Awards          | Fave Movie                                                                                   | Đoạt giải                                                      | Harry Potter and the Deathly Hallows – Part 2                             |
| 2011 | British Academy Children's Awards (BAFTA)           | Favourite Film                                                                               | Đoạt giải                                                      | Harry Potter and the Deathly Hallows – Part 2                             |
| 2011 | British Academy Children's Awards (BAFTA)           | BAFTA Kids' Vote (Film Category)                                                             | Đoạt giải                                                      | Harry Potter and the Deathly Hallows – Part 2                             |
| 2011 | BAFTA Britannia Awards                              | Artistic Excellence in Directing                                                             | Đoạt giải                                                      | David Yates (for Harry Potter films 5–8)                                  |
| 2011 | Satellite Awards                                    | Best Original Score                                                                          | Đề cử                                                          | Alexandre Desplat                                                         |
| 2011 | Satellite Awards                                    | Best Visual Effects                                                                          | Đề cử                                                          | Tim Burke, John Richardson, David Vickery, Greg Butler                    |
| 2011 | Satellite Awards                                    | Best Sound                                                                                   | Đề cử                                                          | Dave Patterson, Lon Bender, Robert Fernandez, Victor Ray Ennis            |
| 2011 | 2011 Teen Choice Awards                             | Choice Summer Movie                                                                          | Đoạt giải                                                      | Harry Potter and the Deathly Hallows – Part 2                             |
| 2011 | 2011 Teen Choice Awards                             | Choice Summer Movie Star – Male                                                              | Đoạt giải                                                      | Daniel Radcliffe                                                          |
| 2011 | 2011 Teen Choice Awards                             | Choice Summer Movie Star – Female                                                            | Đoạt giải                                                      | Emma Watson                                                               |
| 2011 | 2011 Scream Awards                                  | The Ultimate Scream                                                                          | Đoạt giải                                                      | Harry Potter and the Deathly Hallows – Part 2                             |
| 2011 | 2011 Scream Awards                                  | Best Scream-Play                                                                             | Đoạt giải                                                      | Steve Kloves                                                              |
| 2011 | 2011 Scream Awards                                  | Best Fantasy Actor                                                                           | Đoạt giải                                                      | Daniel Radcliffe                                                          |
| 2011 | 2011 Scream Awards                                  | Best Villain                                                                                 | Đoạt giải                                                      | Ralph Fiennes                                                             |
| 2011 | 2011 Scream Awards                                  | Holy Sh*t Scene of the Year (Room Of Requirement)                                            | Đoạt giải                                                      | Harry Potter and the Deathly Hallows – Part 2                             |
| 2011 | 2011 Scream Awards                                  | Best F/X                                                                                     | Đoạt giải                                                      | Tim Burke                                                                 |
| 2011 | 2011 Scream Awards                                  | Best Fantasy Movie                                                                           | Đề cử                                                          | Harry Potter and the Deathly Hallows – Part 2                             |
| 2011 | 2011 Scream Awards                                  | Best Director                                                                                | Đề cử                                                          | David Yates                                                               |
| 2011 | 2011 Scream Awards                                  | Best Fantasy Actress                                                                         | Đề cử                                                          | Emma Watson                                                               |
| 2011 | 2011 Scream Awards                                  | Best Supporting Actor                                                                        | Đề cử                                                          | Rupert Grint                                                              |
| 2011 | 2011 Scream Awards                                  | Best Supporting Actor                                                                        | Đề cử                                                          | Alan Rickman                                                              |
| 2011 | 2011 Scream Awards                                  | Best Ensemble                                                                                | Đề cử                                                          | Harry Potter and the Deathly Hallows – Part 2                             |
| 2011 | 2011 Scream Awards                                  | Fight Scene of the Year (Final Battle)                                                       | Đề cử                                                          | Harry Potter and the Deathly Hallows – Part 2                             |
| 2011 | 2011 Scream Awards                                  | Fight Scene of the Year (The Battle of Hogwarts)                                             | Đề cử                                                          | Harry Potter and the Deathly Hallows – Part 2                             |
| 2011 | 2011 Scream Awards                                  | Best 3-D Movie                                                                               | Đề cử                                                          | Harry Potter and the Deathly Hallows – Part 2                             |
| 2011 | American Film Institute Awards 2011                 | AFI Special Award                                                                            | Đoạt giải                                                      | Harry Potter series                                                       |
| 2011 | World Soundtrack Academy                            | Film Composer of the Year                                                                    | Đoạt giải                                                      | Alexandre Desplat                                                         |
| 2012 | Academy Awards                                      | Best Art Direction                                                                           | Đề cử                                                          | Stuart Craig, Stephenie McMillan                                          |
| 2012 | Academy Awards                                      | Best Makeup                                                                                  | Đề cử                                                          | Nick Dudman, Amanda Knight, Lisa Tomblin                                  |
| 2012 | Academy Awards                                      | Best Visual Effects                                                                          | Đề cử                                                          | Tim Burke, David Vickery, Greg Butler and John Richardson                 |
| 2012 | BAFTA Awards                                        | Best Production Design                                                                       | Đề cử                                                          | Stuart Craig, Stephenie McMillan                                          |
| 2012 | BAFTA Awards                                        | Best Special Visual Effects                                                                  | Đoạt giải                                                      | Tim Burke, John Richardson, Greg Butler, David Vickery                    |
| 2012 | BAFTA Awards                                        | Best Sound                                                                                   | Đề cử                                                          | James Mather, Stuart Wilson, Stuart Hilliker, Mike Dowson, Adam Scrivener |
| 2012 | BAFTA Awards                                        | Best Makeup and Hair                                                                         | Đề cử                                                          | Amanda Knight, Lisa Tomblin                                               |
| 2012 | People's Choice Awards                              | Favorite Movie                                                                               | Đoạt giải                                                      | Harry Potter and the Deathly Hallows – Part 2                             |
| 2012 | People's Choice Awards                              | Favorite Action Movie                                                                        | Đoạt giải                                                      | Harry Potter and the Deathly Hallows – Part 2                             |
| 2012 | People's Choice Awards                              | Favorite Movie Ensemble                                                                      | Đoạt giải                                                      | Harry Potter and the Deathly Hallows – Part 2                             |
| 2012 | People's Choice Awards                              | Favorite Book Adaptation                                                                     | Đoạt giải                                                      | Harry Potter and the Deathly Hallows – Part 2                             |
| 2012 | People's Choice Awards                              | Favorite Movie Actor                                                                         | Đề cử                                                          | Daniel Radcliffe                                                          |
| 2012 | People's Choice Awards                              | Favorite Movie Star (under 25)                                                               | Đề cử                                                          | Daniel Radcliffe                                                          |
| 2012 | People's Choice Awards                              | Favorite Movie Star (under 25)                                                               | Đề cử                                                          | Rupert Grint                                                              |
| 2012 | People's Choice Awards                              | Favorite Movie Star (under 25)                                                               | Đề cử                                                          | Emma Watson                                                               |
| 2012 | People's Choice Awards                              | Favorite Movie Star (under 25)                                                               | Đề cử                                                          | Tom Felton                                                                |
| 2012 | Grammy Awards                                       | Best Score Soundtrack for Visual Media                                                       | Đề cử                                                          | Alexandre Desplat                                                         |
| 2012 | Broadcast Film Critics Association Awards           | Best Art Direction                                                                           | Đề cử                                                          | Stuart Craig                                                              |
| 2012 | Broadcast Film Critics Association Awards           | Best Visual Effects                                                                          | Đề cử                                                          | Tim Burke, John Richardson, David Vickery, Greg Butler                    |
| 2012 | Broadcast Film Critics Association Awards           | Best Sound                                                                                   | Đoạt giải                                                      | Harry Potter and the Deathly Hallows Part 2                               |
| 2012 | Broadcast Film Critics Association Awards           | Best Makeup                                                                                  | Đoạt giải                                                      | Nick Dudman, Amanda Knight and Mark Coulier                               |
| 2012 | Screen Actors Guild                                 | Outstanding Performance by a Stunt Ensemble in a Motion Picture                              | Đoạt giải                                                      | Harry Potter and the Deathly Hallows Part 2                               |
| 2012 | Costume Designers Guild Awards                      | Excellence in Costume Design for Film – Fantasy                                              | Đoạt giải                                                      | Jany Temime                                                               |
| 2012 | ADG Excellence in Production Design Award           | Best Art Direction for a Fantasy film                                                        | Đoạt giải                                                      | Stuart Craig, Stephenie McMillan                                          |
| 2012 | Alliance of Women Film Journalists                  | Best Actor in a Supporting Role                                                              | Đề cử                                                          | Alan Rickman                                                              |
| 2012 | SFX Award                                           | Best Film                                                                                    | Đoạt giải                                                      | Harry Potter and the Deathly Hallows – Part 2                             |
| 2012 | SFX Award                                           | Best Director                                                                                | Đề cử                                                          | David Yates                                                               |
| 2012 | Visual Effects Society Awards                       | Outstanding Visual Effects in an Effects Driven Feature Motion Picture                       | Đề cử                                                          | Tim Burke, Emma Norton, John Richardson, David Vickery                    |
| 2012 | Visual Effects Society Awards                       | Outstanding Animated Character in a Live Action Feature Motion Picture – Ukrainian Ironbelly | Đề cử                                                          | Yasunobu Arahori, Tom Bracht, Gavin Harrison and Chris Lentz              |
| 2012 | Visual Effects Society Awards                       | Outstanding Created Environment in a Live Action Feature Motion Picture                      | Đề cử                                                          | Keziah Bailey, Stephen Ellis, Clement Gerard, Pietro Ponti                |
| 2012 | Visual Effects Society Awards                       | Outstanding Models in a Feature Motion Picture                                               | Đề cử                                                          | Steven Godfrey, Pietro Ponti, Tania Marie Richard, Andy Warren            |
| 2012 | Visual Effects Society Awards                       | Outstanding Compositing in a Feature Motion Picture                                          | Đề cử                                                          | Michele Benigna, Martin Ciastko, Thomas Dyg, Andy Robinson                |
| 2012 | International Film Music Critics Association Awards | Best Original Score for Fantasy/Science Fiction/Horror Film                                  | Đề cử                                                          | Alexandre Desplat                                                         |
| 2012 | Saturn Awards                                       |                                                                                              |                                                                |                                                                           |
| 2012 | Best Fantasy Film                                   | Đoạt giải                                                                                    | Steven Godfrey, Pietro Ponti, Tania Marie Richard, Andy Warren |                                                                           |
| 2012 | Best Director                                       | Đề cử                                                                                        | David Yates                                                    |                                                                           |
| 2012 | Best Supporting Actor                               | Đề cử                                                                                        | Ralph Fiennes                                                  |                                                                           |
| 2012 | Best Supporting Actor                               | Đề cử                                                                                        | Alan Rickman                                                   |                                                                           |
| 2012 | Best Supporting Actress                             | Đề cử                                                                                        | Emma Watson                                                    |                                                                           |
| 2012 | Best Production Design                              | Đề cử                                                                                        | Stuart Craig                                                   |                                                                           |
| 2012 | Best Editing                                        | Đề cử                                                                                        | Mark Day                                                       |                                                                           |
| 2012 | Best Costume                                        | Đề cử                                                                                        | Jany Temime                                                    |                                                                           |
| 2012 | Best Make-up                                        | Đề cử                                                                                        | Nick Dudman, Amanda Knight                                     |                                                                           |
| 2012 | Best Special Effects                                | Đề cử                                                                                        | Tim Burke, Greg Butler, John Richardson, David Vickery         |                                                                           |
| 2012 | Hugo Awards                                         | Best Dramatic Presentation, Long Form                                                        | Đề cử                                                          | David Yates, Steve Kloves                                                 |
| 2012 | MTV Movie Awards                                    | Movie of the Year                                                                            | Đề cử                                                          | Harry Potter and the Deathly Hallows – Part 2                             |
| 2012 | MTV Movie Awards                                    | Best Male Performance                                                                        | Đề cử                                                          | Daniel Radcliffe                                                          |
| 2012 | MTV Movie Awards                                    | Best Female Performance                                                                      | Đề cử                                                          | Emma Watson                                                               |
| 2012 | MTV Movie Awards                                    | Best Hero                                                                                    | Đoạt giải                                                      | Daniel Radcliffe                                                          |
| 2012 | MTV Movie Awards                                    | Best Kiss                                                                                    | Đề cử                                                          | Rupert Grint and Emma Watson                                              |
| 2012 | MTV Movie Awards                                    | Best Fight                                                                                   | Đề cử                                                          | Daniel Radcliffe and Ralph Fiennes                                        |
| 2012 | MTV Movie Awards                                    | Best Cast                                                                                    | Đoạt giải                                                      | Daniel Radcliffe, Rupert Grint, Emma Watson, Tom Felton                   |
| 2012 | 17th Empire Awards                                  | Best Film                                                                                    | Đoạt giải                                                      | Harry Potter and the Deathly Hallows – Part 2                             |
| 2012 | 17th Empire Awards                                  | Best Actor                                                                                   | Đề cử                                                          | Daniel Radcliffe                                                          |
| 2012 | 17th Empire Awards                                  | Best Director                                                                                | Đoạt giải                                                      | David Yates                                                               |
| 2012 | 17th Empire Awards                                  | Best 3D                                                                                      | Đề cử                                                          | Harry Potter and the Deathly Hallows – Part 2                             |
| 2012 | 17th Empire Awards                                  | Best Female Newcomer                                                                         | Đề cử                                                          | Bonnie Wright                                                             |

## Tương lai
Vào tháng 7 năm 2016, Warner Bros. Entertainment, Inc. đã nộp đơn đăng ký mua bản quyền vở kịch sân khấu Harry Potter và Đứa trẻ bị nguyền rủa, phần tiếp theo của Harry Potter và Bảo bối Tử thần, dẫn đến suy đoán rằng vở kịch sân khấu sẽ được dựng thành một bộ phim.
Vào tháng 11 năm 2021, Chris Columbus, đạo diễn hai phần đầu tiên của loạt phim, bày tỏ sự quan tâm đến việc đạo diễn bộ phim chuyển thể từ Harry Potter và Đứa trẻ bị nguyền rủa, với ý định để dàn diễn viên chính đóng lại vai diễn của họ. Khi The New York Times hỏi Daniel Radcliffe liệu anh có trở lại với vai diễn Harry Potter hay không, anh trả lời rằng hiện tại anh không có hứng thú, nhưng sẽ không phủ nhận khả năng trở lại trong tương lai.